# Dębniak (Nowa Wieś)
Dębniak – część wsi Nowa Wieś w Polsce, położona w województwie pomorskim, w powiecie kartuskim, w gminie Stężyca, na obszarze Pojezierza Kaszubskiego.
W latach 1975–1998 Dębniak administracyjnie należał do województwa gdańskiego.